# John Martin (Sportschütze)
John Elsden Martin (* 17. Mai 1868 in Glasgow; † 27. Juni 1951 ebenda) war ein britischer Sportschütze aus Schottland.

## Erfolge
John Martin nahm an den Olympischen Spielen 1908 in London teil, bei denen er in nur einer Disziplin antrat. Mit dem Armeegewehr war er Teil der britischen Mannschaft, die über sechs verschiedene Distanzen hinter den Vereinigten Staaten und vor Kanada den zweiten Platz belegte. Neben Martin gewannen außerdem Harcourt Ommundsen, Fleetwood Varley, Arthur Fulton, Philip Richardson und Walter Padgett die Silbermedaille. Mit 410 Punkten war er mit dem punktgleichen Walter Padgett der schwächste Schütze der Mannschaft.